# 凯瑟琳·斯金纳
凯瑟琳·斯金纳（Catherine Skinner，1990年2月11日—）是一名澳大利亚女子射击运动员。赢得里约奥运会女子不定向飞靶金牌。